# Rosheim
Rosheim település Franciaországban, Bas-Rhin megyében. Lakosainak száma 5409 fő (2022. január 1.). Rosheim Dorlisheim, Bischoffsheim, Bœrsch, Grendelbruch, Griesheim-près-Molsheim, Mollkirch és Rosenwiller községekkel határos.

## Népesség
A település népessége az elmúlt években az alábbi módon változott:
| Lakosok száma | 4973 | 5018 | 5190 | 5149 | 5224 | 5221 | 5312 | 5360 | 5409 |
|               | 2013 | 2015 | 2016 | 2017 | 2018 | 2019 | 2020 | 2021 | 2022 |